# Princess Princess (manga)
Pour les articles homonymes, voir Princess Princess.
Princess Princess (プリンセス・プリンセス, Purinsesu Purinsesu) est un manga écrit et dessiné par Mikiyo Tsuda. Il a été prépublié entre novembre 2001 et février 2006 dans le magazine Wings et a été compilé en un total de cinq tomes. Une suite en un volume nommée Princess Princess + a ensuite été publiée entre mars 2006 et janvier 2007. La version française est éditée en intégralité par Kami.
Une adaptation en série télévisée d'animation a été diffusée sur TV Asahi entre avril et juin 2006, suivi par un drama entre juin et septembre 2006. Un visual novel est également sorti en octobre 2006.

## Synopsis
Toru Kono, jeune homme orphelin, est envoyé par son oncle dans une école pour garçons. Cependant, lors de son arrivée à l'école, il voit une très belle « fille ». Il apprend par la suite qu'il s'agit d'une « Princesse ». Une Princesse est un élève de première année, et leur rôle consiste à se déguiser en fille afin d'encourager les élèves dans toutes leurs activités et d'apporter à l'école une touche de fraîcheur. Les Princesses sont visiblement adulées par les élèves. Elles séjournent dans la chambre P afin d'être protégées. Kono s'y voit envoyé… Et peu de temps après, il est convoqué par le conseil des étudiants afin de devenir lui-même une Princesse. Ce qu'il accepte au vu des avantages de la position, financiers notamment, et il prend cela très au sérieux.

## Univers

### Le système des Princesses
Le système des Princesses est très rude, mais le travail demandé est grassement payé. Si les Princesses n'ont pas le droit de refuser un seul ordre, elles possèdent de nombreux privilèges : 30 coupons repas leur sont offerts par mois, ce qui leur permet donc de manger gratuitement toute l'année. Le casier scolaire d'une Princesse est vierge, les mauvaises notes dues au travail ne sont pas prises en compte, et s'il y a des retards ou des absences à cause de ce travail, une nouvelle fois, ce n'est pas pris en compte. Le matériel scolaire est fourni gratuitement, que ce soit les fournitures scolaires, les vêtements, les chaussures de sport… Tout est gratuit pour les Princesses.
Cependant, pour être une Princesse, il y a de nombreuses conditions : il faut être en première année, beau garçon et apprécié.

## Personnages

### Les princesses
- Toru Kono (河野 亨, Kōno Tōru?) : Kono arrive au lycée en milieu d'année et n'est au courant de rien à propos des princesses. Dès son jour d'admission, il rencontre Mikoto, alors habillé en Princesse, ce qui laissera le doute planer sur le fait qu'une fille soit inscrite dans cette école pour garçons. Son premier jour dans ce lycée ne se fait pas sans peine : si ses camarades de classe lui réservent un accueil chaleureux, ils le mettent également mal à l'aise, surtout à cause de leurs messes basses et de leurs regards étranges. À mesure que le premier épisode passe, il se rend compte qu'il est tombé dans un lieu très bizarre et se demandera même plusieurs fois s'il est bien dans une école normale. Doté d'une grande beauté, Kono se voit alors rapidement proposer le rôle de Princesse par Arisada : bien que réticent au début, il finit par accepter. Il s'adapte très vite à son rôle. Il considère son travail comme un travail sérieux et le fait de manière ferme, ne négligeant aucun détail pour être sûr de plaire. Cependant, Toru n'est pas venu dans ce lycée pour rien : ses parents sont morts alors qu'il n'avait que quelques années, et son oncle l'a élevé avec sa propre fille, Sayaka. Il fera tout pour être le frère parfait, mais cela lui portera préjudice par la suite. Se considérant comme un poids pour sa famille et voulant fuir sa cousine (amoureuse de lui), il acceptera facilement le rôle de Princesse pour gagner son indépendance. Au lycée, il se liera rapidement d'amitié avec Akira Sakamoto, Mikoto et Shihodani, lui aussi une Princesse, et il se confiera à lui par la suite, tout comme le fera Shidodani.

- Yujiro Shihodani (四方谷 裕史郎, Shihōdani Yuujirōu?) : Shihodani est un élève de la classe de Toru. Il est lui aussi une Princesse de grande beauté. Il livre une excellente prestation de Princesse tout du long, considérant qu'accomplir le travail qui lui est assigné est la meilleure façon de prouver qu'il est un homme. Il a lui aussi de nombreux problème familiaux, il considère que sa famille est parfaite mais uniquement quand il n'est pas avec eux. Son père est mort quand il était très jeune ; sa mère s'est remariée plus tard avec le professeur d'école de Shihodani. À l'époque, il l'adorait et faisait tout pour en être apprécié en classe. Finalement, le professeur de Shihodani et sa mère se marièrent et eurent un enfant. Shihodani s'imaginera alors qu'il n'a plus sa place avec eux, et préférera partir en internat pour ne plus subir la vision de la famille parfaite qu'il pense détruire par sa compagnie. Il se confie très vite à Toru et lui avoue même qu'il est le seul avec qui il en parle. Toru fera alors tout pour aider Shihodani, et vice-versa. Shihodani a un caractère calme et paisible. Il adore se moquer de Mikoto en lui disant qu'il ne l'aime pas, puis en précisant qu'il rigole. Il est tout de même légèrement susceptible et peut s'énerver pour un rien dans certains cas, bien que ce soit assez rare. En tant que Princesse, Shihodani prend son travail très au sérieux et ne supporte pas que le travail soit mal fait. C'est aussi pour cette raison qu'il s'énerve parfois contre Mikoto.

- Mikoto Yukata (豊 実琴, Yutaka Mikoto?) : Mikoto est la Princesse que Kono voit lors de son arrivée au lycée ; cependant, Kono le verra fuir et non faire son travail de Princesse correctement. Mikoto considère ce travail comme un fardeau et n'aime pas du tout s'habiller en fille. Il explique ceci par le fait qu'il a une petite amie du nom de Megumi avec qui il vit un amour passionnel, l'appelant chaque soir qu'il passe à l'internat du lycée et lui parlant pendant des heures, mettant de côté ses études. Il sera toujours contre les idées d'Arisada pour les Princesses et refusera très souvent de se livrer en tant que Princesse mais le fera finalement, à la suite des ordres intimidants d'Arisada et des deux autres Princesses. Shihodani et Kono l'aideront à mieux endosser son rôle de Princesse grâce à leurs conseils. Mikoto a un caractère rebelle mais pas trop, il s'énerve souvent et n'aime pas qu'on se moque de lui. Il finira toujours par porter les vêtements de Princesse pour ne pas faire payer les pots cassés à Shihodani et Toru. Il peut aussi se montrer très protecteur, surtout à l'égard de sa petite amie qu'il protégera à chacune de ses apparitions. Il veut aussi faire en sorte que Megumi ne le voit jamais habillé en Princesse et que Shihodani et Toru ne se montrent jamais quand il est avec sa copine. Il a aussi une sœur au caractère tyrannique qui ressemble énormément à Megumi, elle profite du fait qu'elle soit plus âgée pour justifier le fait qu'elle puisse martyriser son petit frère, ce qui n'empêche pas le fait que la sœur et le frère s'aiment comme frère et sœur, comme Mikoto le dira plus tard. Lui aussi est doté d'une grande beauté.

- Kiriya Matsuoka : Élève choisi par Toru et les autres Princesses afin de succéder aux trois autres. C'est un garçon de classe sociale basse. Il a un grand frère et une petite sœur.

- Tomoe Izumi : Un élève choisi pour succéder aux autres Princesses. Il est en réalité une fille cachée par sa famille qui désirait un héritier pour la fortune familiale. Ils l'ont donc fait passer pour un garçon durant toute sa vie.

### Le conseil des élèves
- Shuya Arisada (有定 修也, Arisada Shūya?) : Arisada est le chef du conseil des élèves. Il donne les ordres aux Princesses, à Natashô pour certaines tenues. Son caractère est dur à déterminer : il est à la fois sournois, protecteur et très à l'écoute des Princesses. Il se montrera très souvent intimidant pour bien faire comprendre aux Princesses qu'elles n'ont pas le choix et qu'elles doivent exécuter les ordres qu'il donne. Toutefois, il est très à l'écoute des Princesses et leur vient souvent en aide au fil des épisodes. On le voit souvent espionner les Princesses pour s'assurer qu'elles font bien leur travail. Il veut aussi que Sakamoto Akira devienne le prochain chef du conseil des élèves et le forme constamment à son futur rang dans le lycée. Arisada est aussi une ancienne Princesse. Il est considéré par les autres membres du conseil des élèves comme étant la meilleure Princesse que le lycée ait connu. Arisada a été une Princesse un an avant que Shihodani, Mikoto et Kono le soient.

- Masayuki Koshino (越廼 将行, Koshino Masayuki?) : Koshino est l'homme fort du conseil des élèves et en est le vice-président. Comme tous les autres membres du conseil des élèves, il est un homme très beau, mais n'a jamais été une Princesse.

- Wataru Harue (春江 渉, Harue Wataru?) : Harue est le trésorier du conseil des élèves. C'est lui-même qui révélera à Kono que la plus grosse part du budget du lycée est attribuée aux Princesses. Il est excellent en mathématiques et il ne lui faut qu'un dixième de seconde pour résoudre une équation mélangeant soustraction, addition, multiplication et division, et ce même si elle est à l'oral.

- Takahiro Tadasu (糺 孝弘, Tadasu Takahiro?) : Tadasu est le secrétaire du conseil des élèves. Il n'a pas un rôle très grand dans la série, mais révélera une vitesse incroyable quand il s'agit de mélanger 3 gobelets dont un cachant une bille. Il a donc cette capacité de mouvoir ses mains à grande vitesse, bien que celle-ci ne soit pas très importante dans l'histoire de la série.

### Personnages secondaires
- Kaoru Natasho (名田 庄薫, Natashō Kaoru?) : Natashô est le responsable de la garde-robe des Princesses. Il confectionne chaque tenue que les Princesses devront porter. Il a un caractère très enthousiaste (voire surexcité) qui lui fait souvent tort. Il se fait souvent sortir d'une salle de par son trop grand enthousiasme, le plus souvent lorsqu'il est proche des Princesses, où, dans ce cas, il est totalement fou. Mais il est aussi très pointilleux et il veut que ses tenues soient toutes parfaites, il repère chaque erreur dans les tenues qu'il confectionne. Selon Arisada, il est un confectionneur hors pair et il aurait remporté le concours de mode des lycées. Confectionner les robes des Princesses lui permet de révéler tout son talent.

- Akira Sakamoto (坂本 秋良, Sakamoto Akira?) : Akira est un délégué de classe en première année. Il est dans la même classe que Shihodani et Toru. Étant délégué, il officie aussi en tant que membre du conseil des élèves. Arisada veut qu'il soit le prochain chef du conseil des élèves, ce qu'Akira ne semble pas vouloir. Akira a un caractère agréable et protecteur, il aide Toru à son arrivée au lycée et lui fait visiter le lycée. Les élèves l'appellent d'ailleurs M. Sakamoto et le vouvoient, à la grande surprise de Kono. Sakamoto expliquera plus tard qu'il tient le Monsieur Sakamoto de son frère qui officiait en Princesse dans leur lycée. Il explique qu'on lui vouait un culte et qu'il était une Princesse d'exception (Arisada soutiendra de nombreuses fois que M. Sakamoto le surpassait en princesse). Akira a cependant un problème familial. Bien qu'il ne soit pas majeur, ce traumatisme remonte à son enfance. Fils d'une famille très belle sous tous les points, Akira était souvent mal vu par les inconnus qui ne cessaient de comparer la beauté d'Akira à celle de sa famille, ce dont Akira a énormément souffert. Pourtant, dans le même épisode où Akira parle de ça (bien que ce soit plus un flashback), on pourra constater que sa famille l'adore, bien qu'elle soit très différente d'une famille normale. Son père et sa mère ressemblent à deux adolescents alors qu'ils sont tous deux âgés de 40 ans, ils ont un caractère mielleux et vivent un amour très mignon, mais qui semble totalement hors du commun pour une famille normale. Ses sœurs sont différentes en tous points cependant. La première est plus petite et ressemble à un garçon manqué, ce qui laissera Toru et Shihodani sous le choc, tandis que la deuxième est plus grande mais fait un peu moins garçon manqué que la première. Son frère, le légendaire M. Sakamoto, a été vu deux fois dans la série. Sa première apparition fera planer un doute sur les qualités de Princesse du légendaire M. Sakamoto, mais sa deuxième confirmera tous les dires sur lui.

- Sayaka Kono (河野 さやか, Kōno Sayaka?) : Sayaka est la cousine de Toru Kono. Ils se sont rencontrés après que l'oncle de Toru l'eut adopté à la suite de la mort de ses parents. Il voudra alors tout faire pour être le frère parfait pour Sayaka qui, de ce fait, tombera amoureuse de Toru, voulant même se marier avec lui. Elle causera alors énormément de soucis à Toru, le suivant absolument partout pour s'assurer qu'il ne sort pas avec une autre fille. Lorsque Toru sortira justement avec une fille, Sayaka deviendra folle au point de faire en sorte de tuer ou de blesser cette fille par amour pour Toru (ce qui peut rappeler un caractère yandere, bien que celui-ci ne soit pas énormément marqué). Elle retrouvera Kono plus tard dans son nouveau lycée, alors que celui-ci est en répétition et elle essaiera de ramener Toru à la maison car elle ne veut pas le quitter. Shihodani interviendra alors et embrassera Toru sur la bouche pour faire fuir Sayaka. Elle reviendra plus tard dans l'anime et tentera de blesser Shihodani, croyant encore qu'il sort avec Toru. Elle finira par s'excuser auprès de Shihodani et Toru lors du dernier épisode en laissant Toru et Shihodani ensemble et en leur souhaitant une relation parfaite, étant toujours persuadée qu'ils sortent réellement ensemble.

- Harumi Sakamoto (坂本 春海, Sakamoto Harumi?) : Le grand frère de Akira Sakamoto. Il est le légendaire M. Sakamoto, ancienne Princesse du lycée dont le talent était inégalable selon les dires de tous. Sakamoto fera deux apparitions, la première lorsque Kono et Shihodani rendront visite à Akira pendant les vacances. Sakamoto aura alors un petit rôle, s'écroulant dans les bras de son frère pour une raison assez bête (il n'aurait pas été prévenu pour le barbecue organisé par sa famille) ce qui fait douter Kono et Shihodani de tous les dires qu'ils ont pu entendre sur le légendaire Sakamoto. Mais durant sa seconde apparition, alors que Kono et Shihodani ont dit à Mikoto qu'il n'était pas si légendaire, il arrive et fait un sourire qui lui octroie une standing ovation des élèves du lycée. Kono et Shihodani sont alors abasourdis par le comportement du légendaire M. Sakamoto. Mais plus tard dans l'épisode, celui-ci montrera de nouveau son premier caractère, s'écroulant encore une fois dans les bras d'Akira car celui-ci ne passe pas de temps avec lui.

- Ryusaki : Il est le second directeur du lycée à la suite de la mort de son père. Lors de sa visite au lycée, il sera surpris et choqué par l'existence même des Princesses mais, à la suite des arguments des Princesses, du conseil des élèves et des conseillers du directeurs, celui-ci changera vite d'avis sur les Princesses, allant même jusqu'à augmenter la part du budget qui leur revient.

## Manga
La série a débuté dans le magazine Wings sorti le 26 novembre 2001, et s'est terminée le 25 février 2006. La suite nommée Princess Princess + a ensuite été publié du 25 mars 2006 au 25 novembre 2006,.
La version française est éditée en intégralité par Kami.

### Liste des volumes
| no | Japonais       | Japonais      | Français          | Français      |
| no | Date de sortie | ISBN          | Date de sortie    | ISBN          |
| -- | -------------- | ------------- | ----------------- | ------------- |
| 1  | 9 août 2002    | 4-403-61685-2 | 25 avril 2007     | 9782351002353 |
| 2  | 10 mars 2003   | 4-403-61706-9 | 11 juillet 2007   | 9782351002421 |
| 3  | 9 mars 2004    | 4-403-61744-1 | 26 septembre 2007 | 9782351002902 |
| 4  | 9 mars 2005    | 4-403-61786-7 | 12 décembre 2007  | 9782351003268 |
| 5  | 10 mars 2006   | 4-403-61827-8 | 2 avril 2008      | 9782351004012 |

| no | Japonais       | Japonais          | Français       | Français      |
| no | Date de sortie | ISBN              | Date de sortie | ISBN          |
| -- | -------------- | ----------------- | -------------- | ------------- |
| 1  | 20 mars 2007   | 978-4-403-61862-8 | 9 juillet 2008 | 9782351004494 |

## Anime
L'adaptation en série télévisée d'animation a été annoncée en décembre 2005. Les douze épisodes ont été diffusés sur TV Asahi du 5 avril au 21 juin 2006,.

### Épisodes
| No | Titre français                       | Titre japonais     | Titre japonais                        | Date de 1re diffusion |
| No | Titre français                       | Kanji              | Rōmaji                                | Date de 1re diffusion |
| --- | ------------------------------------ | ------------------ | ------------------------------------- | --------------------- |
| 1 | Les princesses de l'école de garçons | 男子校のプリンセス | Danshikō no Purinsesu                 | 5 avril 2006          |
| Kono Toru, nouvel élève du lycée arrive en bus dans sa nouvelle école. Alors qu'il s'apprête à rentrer dans le lycée, une jeune fille fait irruption devant lui. Celle-ci s'enfuira juste après que des personnes ont crié Princesse. Toru se demandera alors ce que fait une fille dans une école pour garçon puis rentrera dans le lycée. Son professeur de classe l'accompagnera alors jusqu'à sa classe (1-D) et celui-ci lui dira qu'il s'intégrera très rapidement à la surprise de Kono. L'accueil que la classe lui fera sera très chaleureux mais Kono sera rapidement gêné voir honteux du comportement des élèves à son égard. Ceux-ci se posant des questions sur lui, sur son âge, sur sa beauté. Le délégué de classe, Akira Sakamoto, sera alors chargé de lui faire découvrir le lycée. Alors qu'il va ensuite s'asseoir à sa place, un élève du nom de Shihodani se présentera à lui, Toru sera alors surpris de voir qu'un homme soit aussi efféminé. Celui-ci se chargera alors de l'accompagné au dortoir à la fin de la journée. Durant la pause, alors que Sakamoto fait visiter le lycée à Toru, celui-ci se demandera dans quoi il est tombé, tout le monde se mettant à saluer et à vouvoyer Akira Sakamoto sur son passage. Une fois la journée de cours terminé, Shihodani l'amènera au dortoir, et celui-ci se montrera très mystérieux. Tsuji, responsable du dortoir, et Shihodani se mettront alors d'accord sur le fait que Kono logera dans la P-Room. Une fois devant cette pièce, Mikoto en sort et reconnait Toru, de même pour Toru qui reconnait Mikoto comme étant la jeune fille qu'il a vu plus tôt dans la journée. Shihodani expliquera alors pourquoi Mikoto était habillé en fille et dira ensuite que Toru a de forte chance d'être une princesse à son tour, ce qu'il semble ne pas vouloir du tout. La seconde journée, Toru verra Shihodani officié comme Princesse, confirmant encore le fait qu'il ne veut pas en être une. À la fin de la journée, un membre du conseil des élèves viendra chercher Shihodani et Toru pour l'emmener dans le bureau d'Arisada. |                                      |                    |                                       |                       |
| 2 | Une princesse est née !              | 姫誕生             | Hime Tanjō                            | 12 avril 2006         |
| Le conseil des élèves a réuni Mikoto, Shihodani et Toru dans son bureau. Arisada et toute la bande se présente alors à Toru et celui-ci se demande alors si les membres du conseil sont choisis pour leur visage, ce que Arisada dément immédiatement, expliquant que, même s'ils sont tous très beau, ils ont été choisis pour leur compétence. Il dit ensuite que seulement lui a été choisi pour son visage, ce que les autres membres du conseils semblent contester, en disant que Arisada est très compétent. Le sujet étant clos, Arisada revient sur le sujet principal, les princesses. Il explique alors ce que sont les princesses et tous les privilèges qui leur sont accordés. Après cet exposé, Toru s'empresse d'accepter d'être une princesse. Mikoto tente alors de le dissuader, en vain. Toru devient alors une princesse ce qui semble ravir Arisada. Mikoto essaie alors de couper au princesse, prétextant qu'il n'y a pas besoin de trois princesses, mais Arisada lui fait comprendre qu'il devra attendre la fin de l'année pour ne plus être une princesse. Arisada leur apprend ensuite, après une apparition de Natashô survolté par la nouvelle princesse, qu'un défilée aura lieu pour présenter Toru en tant que princesse auprès des élèves. Toru prendra rapidement son rôle de princesse très à cœur. Une fois à la salle des arts ménagés, le temps que Natashô arrive, Shihodani et Toru forment Mikoto à sourire pour être une princesse d'exception ce dont il a énormément de mal. Finalement, au moment où Natasho arrive, Mikoto parvient à sourire comme il ne l'a jamais fait, ce qui remplit de joie Natashô. S'en vient ensuite les essayages des habits de princesse. Natashô sera une nouvelle fois survolté une fois que les princesses auront endossé leurs tenues, les assistants de Natasho permettront alors aux princesses de s'enfuir pour rejoindre Arisada dans la salle où aura lieu le défilé. Ils y rencontrent aussi Sakamoto qui explique que les délégués font partie du conseil des élèves. Arisada rajoute ensuite qu'il fait ça pour former Sakamoto en tant que futur chef du conseil. Sakamoto sera alors surpris et, une fois Arisada parti, expliquera aux princesses pourquoi tout le monde l'appelle M. Sakamoto. L'épisode se termine par le défilé des princesses qui permet de présenter Toru au élèves du lycée. |                                      |                    |                                       |                       |
| 3 | Au travail ! Soutenons-nos club      | 初仕事、姫様応援団 | Hatsu Shigoto, Hime-sama Ouendan      | 19 avril 2006         |
| Les Princesses ont un nouveau rôle, elles doivent soutenir les clubs du lycée. 15 clubs au total qu'elles devront soutenir pour leur faire passer les préliminaires pour accéder aux éliminatoires, régionales et voir nationales ! Ordre d'Arisada, chacun des clubs devra recevoir des encouragements, mais uniquement ceux qui passent les préliminaires. Mais ceux qui les passent devront alors jouer en extérieur, et les princesses devront sortir de l'enceinte du lycée ce que Mikoto ne veut pas. Mais Arisada les a obligés à le faire, ou sinon, les princesses pourraient dire adieu aux privilèges, même si un seul se défile, tous paient les pots cassés. Une fois au club ménagés, Natashô les accueille avec son enthousiasme légendaire et les met au courant des tenues qu'ils porteront pour les épreuves. Mikoto refuse totalement la dernière, ne supportant pas l'idée de devoir mettre une robe de mariée. Le lendemain, le jour où les princesses vont devoir aller encourager les clubs en extérieur qui ont passé les préliminaires, Mikoto est introuvable. Shihodani et Toru foncent alors au lycée, persuadé que Mikoto s'y trouve. Au bout de longs moments de recherche, Shihodani et Toru se rendent à la salle des arts ménagés pour se préparer pour aller au match quand ils y voient justement Mikoto qui se tourmentait dans cette salle depuis le début de la matinée. Il finit par mettre la tenue d'infirmière et les trois princesses se rendent au match de baseball pour encourager l'équipe du lycée qui perdait 9 à 0. L'équipe du lycée fait alors une remontée incroyable en gagnant le match grâce au soutien des Princesses. |                                      |                    |                                       |                       |
| 4 | Le passé de Yujiro                   | 裕次郎の過去       | Yūjirō no Kako                        | 26 avril 2006         |
| C'est les vacances au lycée. Mais les princesses vont devoir continuer leur boulot pour encourager les clubs qui doivent continuer de s'entrainer. Seul Yujiro et Toru restent au dortoir, Mikoto rentre chez lui retrouvé sa copine et sa famille après de nombreux sermont et une scène de Yujiro et Toru faisant semblant de se faire rejeter par Mikoto comme s'il les abandonné. Sakamoto doit lui aussi rester au lycée, étant délégué et futur chef du conseil des élèves, il doit continuer à se former auprès d'Arisada. Sakamoto invite tout de même Yujiro et Toru chez lui pendant les vacances. Plus tard, alors que Yujiro et Toru travaillent au dortoir sous une chaleur accablante, Yujiro reçoit un appel de ses parents. Une fois de retour dans sa chambre, Yujiro demande à Toru s'ils peuvent aller draguer le lendemain pour son anniversaire, ce que Toru accepte. Le lendemain, alors qu'ils sont en train de chercher deux filles, deux hommes les accostent, les prenant pour des filles, et leur proposant un rendez-vous ce qui à le don d'énerver au plus haut point Yujiro qui se met à hurler sur les deux hommes. Finalement, Toru amène Yujiro à l'extérieur, et les deux rentre au dortoir pour que Yujiro explique son passé à Toru. Yujiro lui explique alors tout sur sa famille, la mort de son premier père, son professeur à l'école primaire qu'il adorait et le mariage de sa mère avec ce même professeur, l'enfant qui naitra de cette union… Shihodani rajoutera ensuite qu'il trouve sa famille parfaite, mais uniquement quand il n'est pas avec eux, et c'est pour ça qu'il n'a pas voulu rentrer chez lui pendant les vacances. Toru explique alors à Shihodani qu'il doit leur parler pour s'expliquer avec eux, Shihodani le remercie alors de son aide et lui promet de le faire un jour. |                                      |                    |                                       |                       |
| 5 | Les princesses sont des proies       | 狙われた姫         | Nera Wareta Hime                      | 3 mai 2006            |
| L'épisode commence dans un lieu inconnu mais on y voit une photo de Toru en princesse. De retour au lycée, alors que les princesses font leur tournées pendant les vacances et que Mikoto est de retour à la suite de la demande de Arisada, Toru remarquer que quelqu'un se cache à l'extérieur et les espionne mais les autres lui disent qu'il a surement du rêvé. Arrivés à la salle des arts ménagés, avec Akira Sakamoto, les princesses ouvrent la porte et constatent un violent carnage, des fleurs sont éparpillés de partout et les tenues des princesses sont au milieu de ces fleurs. Akira est donc allé chercher Arisada, celui-ci, avec les membres du conseils des élèves, réparent les dommages et dit aux princesses de retourner au dortoir afin d'être en sécurité après que Kono leur a dit qu'il était persuadé d'avoir vu quelqu'un. Une fois au dortoir, Mikoto refuse de partir pour protéger ses proches et est donc prêt à tout pour que cette histoire cesse au plus vite. Le lendemain, Arisada a un plan pour faire sortir le fautif de sa cachette, les princesses y jouent alors un rôle majeur, elles serviront d'appât mais elles seront protégés tout le long par le conseil des élèves. Finalement, durant la soirée, alors que les princesses se reposent sur un banc, un homme surgit d'un buisson et commence à les mitrailler avec son apparait photo quand le conseil des élèves surgit pour attraper le fautif. Celui-ci leur explique alors qu'il veut faire des princesses des stars, étant persuadés que ce sont des vraies filles. Mais celui-ci n'est au courant de rien pour les fleurs quand Natashô débarque de nulle part et explique que c'est lui qui a mis toutes ses fleurs dans la salle pour retrouver de l'inspiration pour ses futurs tenues. Natashô repart ensuite dans la salle des arts ménagés pour confectionner les nouvelles tenues tandis que le photographe se fait emporter par le conseil des élèves. |                                      |                    |                                       |                       |
| 6 | Les secrets de famille de Sakamoto   | 坂本家のヒミツ!    | Sakamoto ke no Himitsu!               | 10 mai 2006           |
| C'est bientôt la fin des vacances et Arisada libère les princesses pour la fin des vacances. Sakamoto, quant à lui, doit continuer son travail comme futur chef du conseil des lycées. Plus tard dans la journée, se rappelant l'invitation de Sakamoto, Toru et Shihodani appellent Sakamoto pour savoir s'ils peuvent aller chez lui et profitant en même temps d'aller chez lui pour voir le légendaire M. Sakamoto. Le lendemain, sur le quai de la gare, Sakamoto vient chercher Shihodani et Toru et les emmène chez lui. Arrivé chez Sakamoto, une jeune fille les accueille, Toru et Shihodani sont alors persuadés qu'il s'agit de la petite sœur de Sakamoto mais, cette dernière, leur apprend alors qu'elle est la mère de Sakamoto, ce dernier leur dit ensuite qu'il s'agit de sa vraie mère, et non sa belle-mère, à la grande surprise de Kono et Shihodani. Vient ensuite la petite sœur de Sakamoto que Kono et Yujiro prennent pour son petit frère, puis la grande sœur de Sakamoto qui elle est tout à fait normale et vient ensuite le père de Sakamoto. Kono et Shihodani sont alors sous le choc de l'originalité de cette famille totalement trompeuse sur les apparences. Le soir, alors que Shihodani et Kono restent dormir chez Sakamoto, celui-ci leur explique son enfance et dit que sa famille ne l'a jamais rejeté bien que les personnes qui les entourent le rejetaient souvent pour sa trop grande différence avec sa famille. Puis, vint le grand frère de Sakamoto, le légendaire M. Sakamoto qui, à la grande surprise de Kono et Shihodani, est beau mais pas à la hauteur de tout ce qu'on dit sur lui. Le frère de Akira Sakamoto s'écroulant dans les bras d'Akira et pleurant car celui-ci ne l'avait pas prévenu du barbecue organisé par sa famille, alors qu'il l'avait bel et bien prévenu. |                                      |                    |                                       |                       |
| 7 | Sueur et larme au concours de chants |                    | A Chorus Concert with Sweat and Tears | 17 mai 2006           |
| Un concours de musique a été organisé par l'école et les princesses vont devoir ouvrir le concours en faisant une performance de 10 minutes. Le problème ? Mikoto ne sait pas chanter et le concours est dans 2 semaines. Kono et Shihodani décide donc de tout faire pour entrainer Mikoto et lui faire avoir un timbre de voix parfait. Mais, lorsque Mikoto leur a montré à quel point il ne savait pas chanter, Kono et Shihodani ont été déprimés et sont alors aller demander à Sakamoto comment faire. Celui-ci leur conseille alors de faire porter un seau à Mikoto. Plus tard, alors que les princesses répètent, habillé en princesse pour mieux se familiariser avec celle-ci, une jeune fille arrive et semble reconnaître Kono. Celui-ci n'y croit pas. Il s'agit de Sakaya, la cousine de Kono, et celle-ci veut que Kono rentre à la maison pour qu'ils puissent se marier, ceux que Kono ne veut pas. Shihodani intervient alors et dit à Sayaka que Toru n'aime plus les filles et qu'ils sortent ensemble désormais, Kono est lui-même surpris par ce que vient de dire Shihodani, Mikoto de même. Sayaka n'y croit alors pas, Shihodani embrasse alors, sur la bouche, Kono pour convaincre Sayaka de ses propos. Sayaka rentre ensuite chez l'oncle de Kono, sous le choc. Vient ensuite l'heure du concours, et alors que tout se passe bien, l'épisode se termine sur Mikoto qui allait commencé à chanter. |                                      |                    |                                       |                       |
| 8 | Princesse, une espèce menacée ?      | 姫存続の危機!?     | Hime Sonzoku no Kiki!?                | 24 mai 2006           |
| Toru Kono est déprimé. Il repense à Sayaka et à ce que son oncle lui a dit. Shihodani et Mikoto ne savent alors quoi faire et demandent conseil à Akira. Finalement, Toru vient les chercher pour leur dire que le travail n'attend pas. Kono retrouve alors le sourire pendant son rôle de princesse quand un nouveau personnage arrive. Ryusaki, nouveau directeur de l'école. Celui-ci veut voir en quoi son père était fier de ce lycée. Il rencontrera alors les princesses et sera rapidement choqué par leur existence. Alors qu'une réunion entre les princesses, le nouveau directeur et le conseil des élèves a lieu, Ryusaki se montre totalement contre ce système et considère les princesses comme des victimes de ce système. Celles-ci, même Mikoto, expliqueront alors ne pas vouloir la disparition des princesses. Arisada utilisera aussi des arguments convaincants et fera en sorte de remonter les résultats de Mikoto, en baisse à la suite des appels à sa petite amie et non à cause des princesses. Pendant deux jours, Ryusaki inspectera l'école et se rendra alors compte que les princesses sont importantes. Il le comprendra définitivement pendant sa réunion avec les autres responsables du lycée qui ont tôt fait de convaincre Ryusaki de l'importance de ce système. Arisada annoncera alors, à la fin de l'épisode, que la part du budget des princesses va augmenter grâce à leur actions pendant l'inspection du nouveau directeur. |                                      |                    |                                       |                       |
| 9 | Que la fête de l'école commence !    | 学園祭開始!        | Gakuensai Kaishi!                     | 31 mai 2006           |
| La fête de l'école va bientôt démarré au lycée, et les princesses auront un rôle important pendant celle-ci. Le jour de fête est arrivé, du moins, la fête réservé aux élèves. Pour cette occasion, le légendaire M. Sakamoto fait son retour au lycée sous une standing ovation du public et sous le regard abasourdis de Kono et Shihodani qui voient alors un second caractère chez le légendaire M. Sakamoto. Arisada annonce alors les règles de la fête. Les élèves devront recevoir des éléments pour pouvoir gagner le prix de 10 000 Yen. Pour les gagner, il faudra avoir réussi des épreuves organisés ou laisser les princesses embrasser le papier. Et alors que la fête est sur le point de commencer et que les princesses doivent se séparer, la famille de Shihodani arrive. Ceux-ci n'y croient pas de voir Yujiro habillé en fille mais Mikoto leur dit alors que c'est pour un jeu. Le petit frère de Yujiro est aussi là mais ne semble pas reconnaitre Yujiro dans cette tenue ce qui attriste Yujiro. Mais ils n'ont pas le temps d'attendre et doivent aller se cacher pour la fête, Yujiro dit alors à sa famille d'aller visiter le lycée pendant que la fête de l'école pour les élèves a lieu. Mais plus tard, les parents de Yujiro ont perdu le petit frère de Yujiro et le lui apprennent. Celui-ci part alors à sa recherche dans le lycée tandis que Kono et Mikoto s'occupent des bisous à donner sur leur papier. Finalement, Yujiro retrouvent son petit frère qui finit par le reconnaitre et, à la fin de l'épisode, alors que la famille de Yujiro repart, celui-ci leur promet de venir les voir pendant les prochaines vacances et, pour la première fois, Yujiro appelle son nouveau père papa. |                                      |                    |                                       |                       |
| 10 | Un moment pour être amoureux         | 恋人たちの時間     | Koibitotachi no jikan                 | 7 juin 2006           |
| La fête de l'école est désormais ouverte aux familles et aux amis extérieurs. Mikoto demande alors à Arisada s'il peut avoir un temps libre pendant la fête pour aller voir sa petite amie et donc, d'enlever les habits de princesses qu'ils vont devoir porter tout le long de la fête. Arisada accepte mais à condition que Mikoto se présente, même sous perfusion, pendant la pièce de théâtre qu'ils vont devoir jouer. Mikoto remercie alors Arisada. La fête de l'école bat alors son plein, et, avant que les princesses ne sortent, Mikoto demande à Shihodani et Kono de ne pas se montrer à sa copine quand ils sont ensemble, ce qu'ils acceptent au début mais changent d'avis après que Mikoto leur a dit qu'il ne voulait pas qu'elle les voit avec ces tenues bizarres, ce qui les a énervé. Ils feront alors tout pour se montrer avec ses tenues à Mikoto et à sa copine tandis que Mikoto fera tout pour ne pas se faire voir. Finalement, Mikoto et Megumi, sa petite amie, croiseront Shihodani et Kono avec la sœur de Mikoto. Mais c'est bientôt l'heure de leur pièce de théâtre et Mikoto doit y aller, il dit alors à Megumi et sa sœur de rentrer tandis que Shihodani et Kono le suivent. Mais la sœur de Mikoto refuse d'écouter Mikoto et se rend au lieu de représentation et, pendant l'entracte, alors que Mikoto est habillé en princesse, il se fait voir par sa sœur et par Megumi ce qui à un impact net sur le mental de Mikoto qui ne répond plus. Finalement, Megumi parvient à faire revenir les esprits de Mikoto et la fin de la pièce se déroule sans problème. |                                      |                    |                                       |                       |
| 11 | Un passé tenu caché                  | 秘められた過去     | Himerareta Kako                       | 14 juin 2006          |
| Alors que tout se passe pour le mieux au lycée, un soir, Yujiro reçoit une lettre mystérieuse d'un inconnu, mais quand il l'ouvre, il se coupe légèrement le doigt à la suite d'une lame cachée à l'intérieur. Le lendemain, il recevra plusieurs colis mystérieux d'une entreprise, une nouvelle fois, personne ne sait d'où vient cette commande mais Yujiro dit alors à Mikoto de ne surtout pas en parler à Kono. Mikoto l'explique alors plus tard à Sakamoto et celui-ci pense qu'il vaut mieux annuler la sortie organisé l'après midi mais Kono trouverait ça louche… Et alors qu'ils sont en pleine sortie, Sakamoto, Mikoto, Kono et Shihodani se font interpeler par des individus qui en veulent à Shihodani quand arrive le conseil des élèves qui expliquent clairement à ces individus qu'ils vont devoir les suivre en les menaçant. Une fois de retour au lycée, Kono apprend tout ce qui s'est passé et les deux individus avouent pourquoi ils en voulaient à Shihodani, ils expliquent qu'ils ont agi ainsi car une jeune fille leur a demandé de le faire. Kono a alors des doutes sur le fait que ce soit Sayaka qui ait fait ça, et Arisade promet alors de tout faire pour aider Kono et Shihodani. Avec Sakamoto et Mikoto, Shihodani et Kono repartent vers les dortoirs quand Mikoto repère quelqu'un qui se cache, il reconnait alors que c'est Sayaka, celle-ci s'enfuit, poursuivi par les quatre amis, dans la forêt autour de l'école. |                                      |                    |                                       |                       |
| 12 | Une princesse choisit sa voix        | 姫の選ぶ道         | Hime no erabu michi                   | 21 juin 2006          |
| Sayaka s'enfuit de Kono, Shihodani, Sakamoto et Mikoto quand elle arrive devant un précipice au fond de la forêt. Elle dit alors à Kono de ne pas s'approcher s'il tient à elle ou sinon, elle saute. Shihodani intervient une nouvelle fois, disant que ce qu'elle fait n'est pas acceptable, qu'elle ne pense qu'à elle sans penser à ce que Kono peut ressentir. Sayaka est abasourdie et ne sait plus quoi dire quand, soudain, la roche sur laquelle elle était se casse ce qui fait tomber Sayaka, mais Toru se jette sur elle pour la rattraper et l'empêcher de mourir… Mais heureusement, le conseil des élèves et arrivés à temps, Sakamoto étant allé le chercher, ils ont vu sauver Toru avant qu'il ne touche le sol en mettant un matelas pneumatique. Finalement, Toru et Shihodani s'expliquent à Sayaka qui repart alors chez son père, l'oncle de Toru et en souhaitant un grand amour entre Shihodani et Kono, toujours persuadée que les deux sortent ensemble. Durant la fin de la journée, Kono reçoit un appel de son oncle qui va le tourmenter durant la journée suivante. Ce dernier lui a demandé de rentrer à la maison pour reformer une famille, mais les amis de Kono ne veulent pas le voir partir, ni même le conseil des élèves où les autres élèves qui se regroupent en masse pour convaincre Kono de rester. Finalement, ce dernier restera au lycée sous la plus grande joie de tous mais rentrera chez lui durant les vacances. Le dernier épisode se clôture alors par Shihodani qui semble cacher quelques choses à Kono. |                                      |                    |                                       |                       |

### Doublage
| Personnages      | Voix japonaises  | Voix françaises   |
| ---------------- | ---------------- | ----------------- |
| Torû Kôno        | Jun Fukuyama     | Yann Pichon       |
| Yujiro Shihodani | Romi Park        | Frédéric Popovic  |
| Mikoto Yukata    | Tetsuya Kakihara | Vincent De Bouard |
| Akira Sakamoto   | Sōichirō Hoshi   | François Creton   |
| Takahiro Tadasu  | Eiji Miyashita   | Fabien Jacquelin  |
| Masayuki Koshino | Kōsuke Toriumi   | Fabrice Lelyon    |
| Kaoru Natasho    | Anri Katsu       | Gwen Lebret       |
| Wataru Harue     | Takuma Terashima | Lucas Bleger      |
| Shûya Arisada    | Hiroshi Kamiya   | Philippe Siboulet |

## Drama

### Distribution
- Kenta Kamakari (en) : Mikoto Yutaka
- Ray Fujita (en) : Yuujirou Shihoudani
- Takeru Sato : Touru Kouno
- Yuichi Nakamura : Otoya Hanazono
- Kento Shibuya : Kurou Minamoto
- Kazuma : Ranta Mori
- Takumi Saito : Shuuya Arisada
- Osamu Adachi (en) : Akira Sakamoto
- Hideo Ishiguro : Haruka Kujouin
- Shota Minami : Masayuki Koshino
- Haruhiko Sato : Wataru Harue
- Hiroshi Yoshihara : Takahiro Tadasu
- Kohei Yamamoto : Kaoru Natashou